# Liliopsida
Liliopsida este un nume botanic pentru clasa care conține familia Liliaceae. Este considerată sinonimă (sau aproape sinonimă) cu denumirea monocotiledonate.
Deși, în principiu, este adevărat că circumscrierea acestei clase va varia în funcție de sistemul taxonomic utilizat, în practică acest nume este foarte strâns legat de sistemul Cronquist și de sistemul aliat Takhtajan.
Aceste două sunt singurele sisteme majore care utilizează numele, iar în ambele sisteme se referă la grupul mai cunoscut sub numele de monocotiledonii.
1. ↑  Reveal System of Classification
2. ↑  A checklist of familial and suprafamilial names for extant vascular plants[*], p. 94 Verificați valoarea |titlelink= (ajutor)
3. ↑  Flowering Plants (PDF)